# Baczyn (Cracovie)
Pour les articles homonymes, voir Baczyn.
Baczyn (prononciation : [ˈbat͡ʂɨn]) est une localité polonaise de la gmina de Liszki, située dans le powiat de Cracovie en voïvodie de Petite-Pologne.